# Statua equestre di Ferdinando I de' Medici
La statua equestre di Ferdinando I de' Medici si trova in piazza Santissima Annunziata a Firenze. La statua è collocata scenograficamente in asse con via dei Servi, in modo da essere visibile da piazza del Duomo incorniciata dall'arco centrale del portico della Santissima Annunziata.

## Storia
Si tratta di una delle ultime opere del Giambologna, commissionata dopo che lo scultore aveva raggiunto grande popolarità internazionale con le sue statue equestri, richieste dai maggiori regnanti europei e iniziate proprio da una commissione di Ferdinando I, il Monumento equestre a Cosimo I, in piazza della Signoria.
Fin dalla fase progettuale il maestro fu affiancato da Pietro Tacca, suo valente allievo e in seguito suo successore nella bottega di borgo Pinti. A lui spetta il completamento dopo la morte del maestro. Il modello in scala reale fu definito nel 1602 e gettato in bronzo nell'autunno dello stesso anno, ma l'opera fu portata a termine solo nel 1607 e sistemata nella piazza nell'ottobre del 1608 in occasione delle nozze di Cosimo II con Maria Maddalena d'Austria. L'opera venne fusa con il bronzo proveniente dai cannoni delle galee turche, vinte dai Cavalieri dell'Ordine Militare di Santo Stefano. A tale memoria, nella cinghia sottopancia del cavallo venne inciso: "De' metalli rapiti al fero Trace". Una satira popolare aveva trasformato quest'iscrizione in "De' denari rubati in guerra e in pace", a ricordo della salace tassazione dei duchi.
Il monumento è stato restaurato attorno al 1995 su progetto di Carlo Francini.

## Descrizione
La collocazione del monumento ha evidente riferimento alla devozione del granduca - e più in generale della famiglia de' Medici - alla basilica della Santissima Annunziata, ma, indipendentemente da questo valore simbolico, assume nel contesto urbano il ruolo di centro della piazza e di fuoco dell'asse tra la piazza del Duomo e quella della Santissima Annunziata.
Il granduca a cavallo si presenta con un'immagine differente da quella eroica all'antica che era stata elaborata da Bandinelli per Cosimo I e vestito in abiti contemporanei, in corazza, con ben evidente sul petto la croce di Santo Stefano, ordine equestre istituito da Cosimo I. 
I cartigli sul basamento (segnato da due ampie specchiature in granito rosso), opera interamente di Pietro Tacca, risalgono invece al 1640. In quello che guarda alla basilica è raffigurata l'originale impresa araldica di Ferdinando I, formata da uno sciame d'api con il motto "MAIESTATE TANTUM". L'ape regina è contornata, a cerchi concentrici sfalsati, dalle altre api dell'alveare, precisamente 91, per cui rimane difficile contarne il numero senza confondersi. La simbologia dell'impresa è allusivamente molto chiara: il granduca al centro (l'ape regina) che non incute nessun timore, attorniato dal pacifico popolo fiorentino rappresentato dalle api operose.

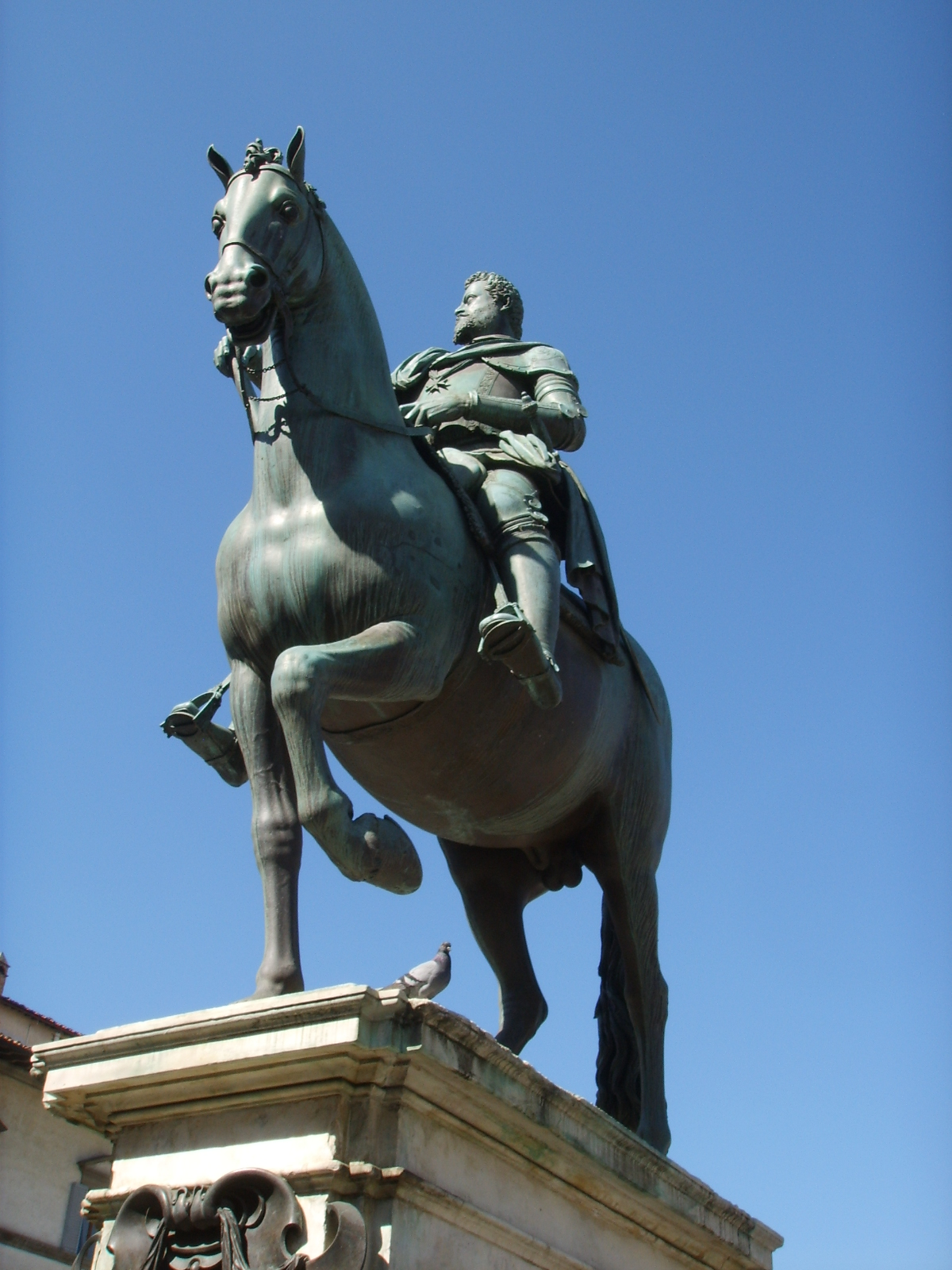
Veduta laterale
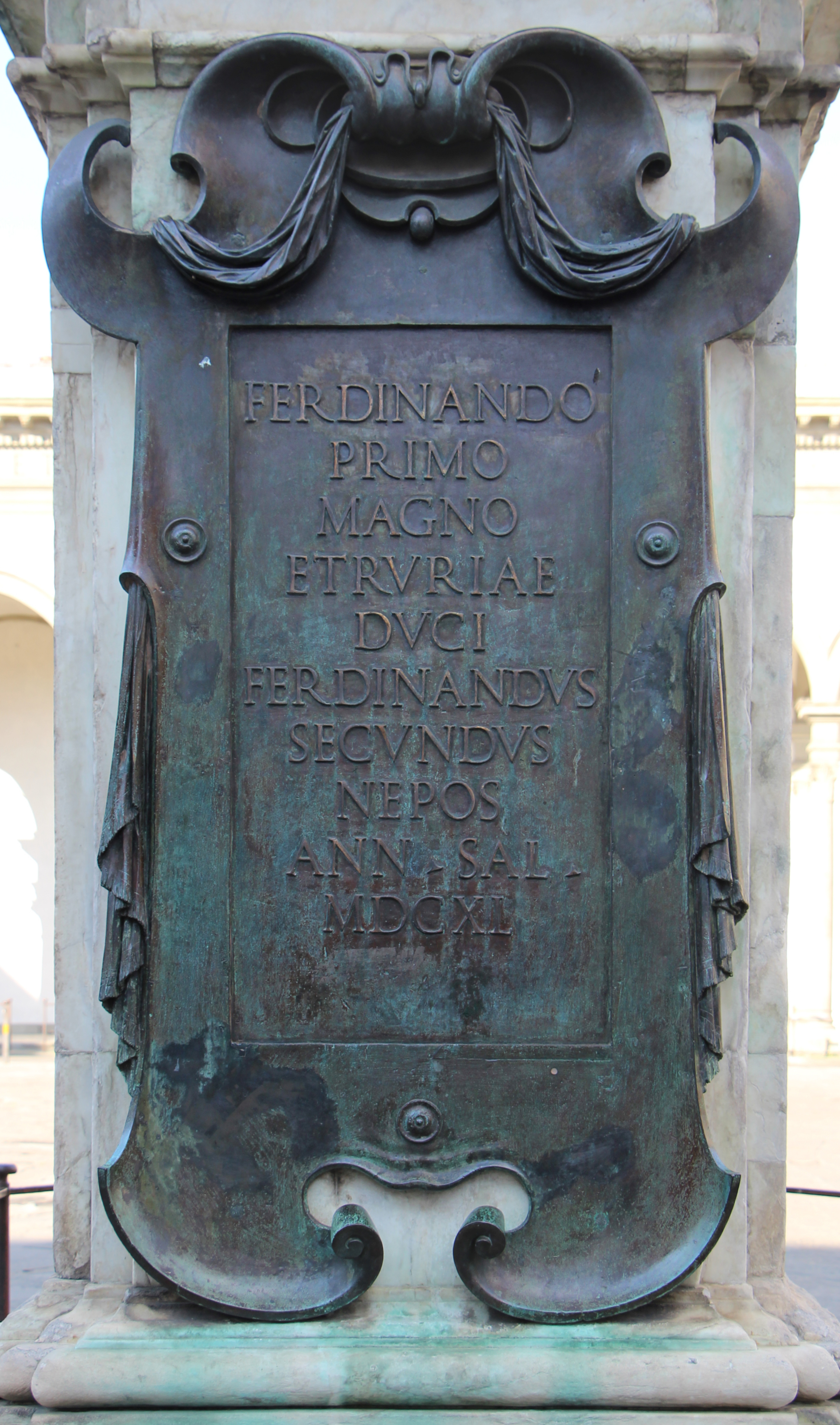
Iscrizione frontale
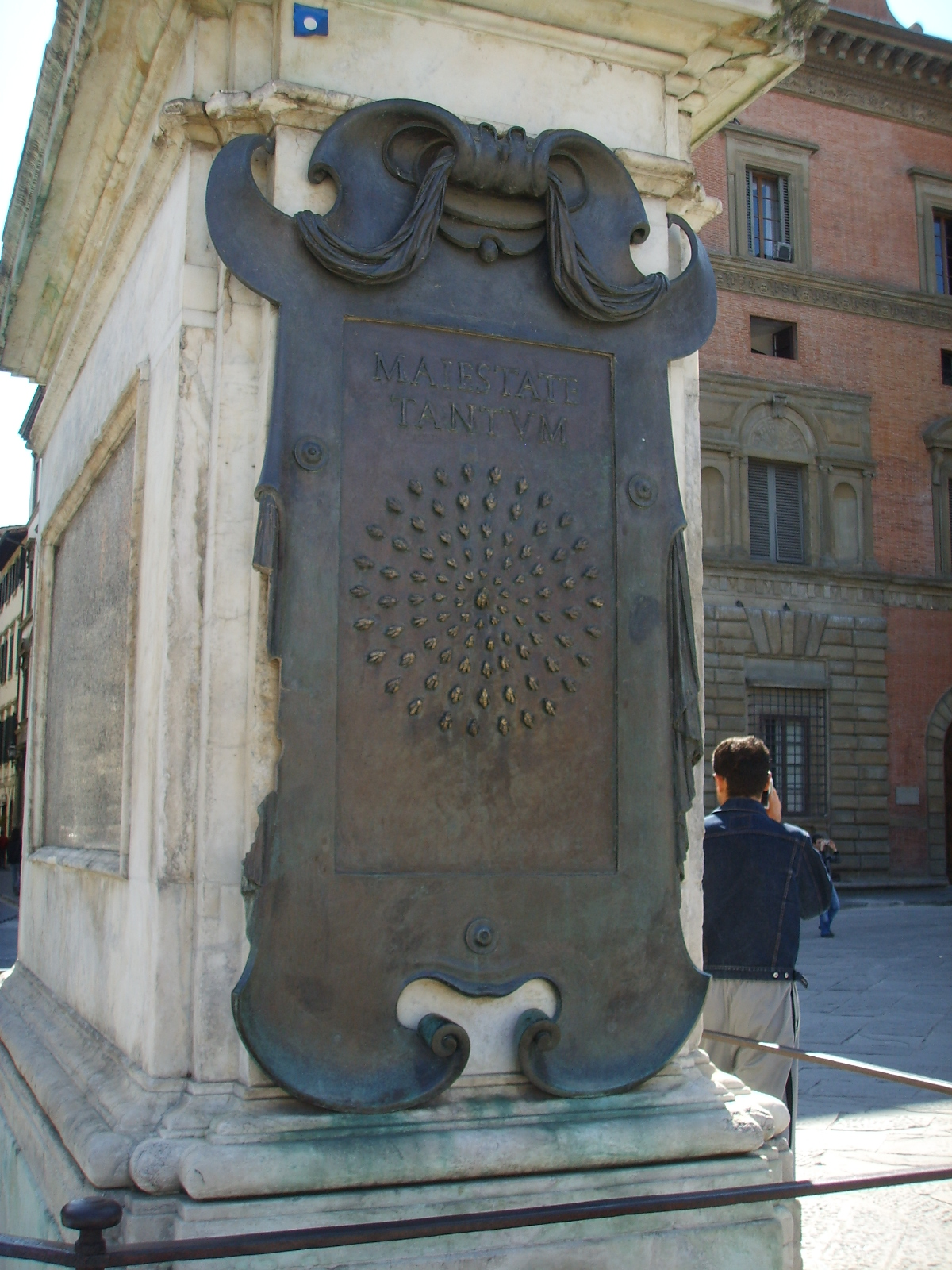
Iscrizione tergale